# 高橋新吉 (英学者)

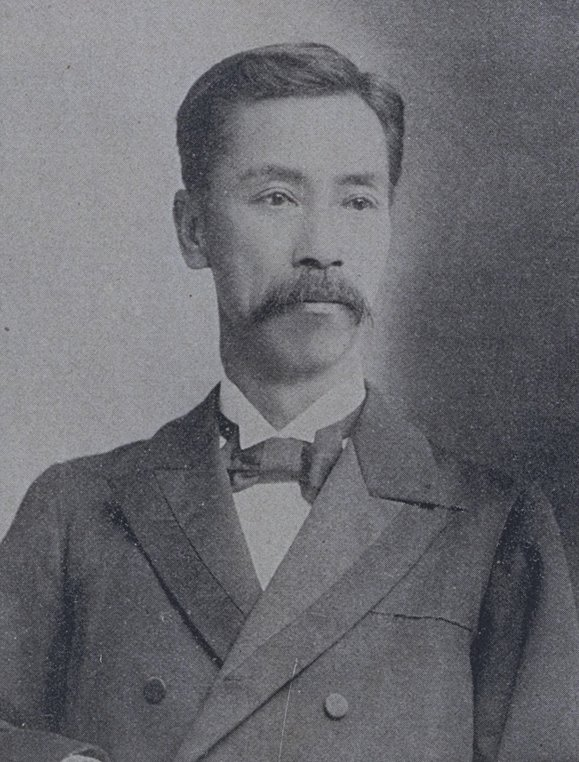
高橋新吉

高橋 新吉（たかはし しんきち、天保14年1月28日（1843年2月26日）- 大正7年（1918年）11月30日）は、明治・大正期の英学者・官僚・実業家・政治家。死去に先立ち男爵に叙せられて華族に列した。貴族院勅選議員、錦鶏間祗候。別名・良昭（よしあき）。

## 人物
薩摩藩士高橋七郎（良顕）の次男として薩摩国鹿児島郡鹿児島近在西田村（現在の鹿児島市常盤）に生まれる。七郎の弟は八郎、その子は村田新八であり、新吉の従兄にあたる。
中原猶介の尽力で若くして長崎への遊学を許され、何礼之の私塾で英学を学ぶ。塾頭陸奥宗光、助教石丸安世、同窓には前田正名、柳谷謙太郎らがいた。
その後、留学費用を稼ぐために前田献吉・正名兄弟とともに英和辞書編纂を計画する。この計画は、その頃、最も親交を結んでいた蔡慎吾の提案によるもので、蔡に自費留学の話しをすると、当時の英和辞書である「英和対訳袖珍辞書」を入手するのは難しく、かつ内容が不完全のため、これを訂増補したものを販売して洋行の資金を作るよう提案を受けたものであった。こうして、江戸の洋書調所から文久2年（1862年）に出された「英和対訳袖珍辞書」（堀達之助編）を「FIRST EDITION」、さらに同じく江戸の開成所から慶応2年（1866年）に出された「改正増補英和対訳袖珍辞書」（堀越亀之助編）を「SECOND EDITION」の底本として、「THIRD EDITION」版の編纂を開始する。
途中、藩の財政支援を得られ、キリスト教オランダ改革派宣教師のグイド・フルベッキも辞書編纂に賛同して助力し、当時のフルベッキの住まいであった大徳寺まで行って無償で指導を受け、明治元年（1868年）に完成するに至った。翌明治2年（1869年）、フルベッキの紹介により上海の美華書院（米国長老派教会系の出版社）のガンブル（William Gamble）の下で印刷がなされ、『和訳英辞書』の名で初版（前田献吉、前田正名と共著）が刊行された。フルベッキへの恩に報いるため完成した辞書を12部フルベッキに贈ったという。この辞書は、「薩摩辞書」などと通称される。明治3年（1870年）、アメリカへの留学を実現し、翌年に帰国。明治6年（1873年）に『和訳英辞林』を校訂して東京で再版している。
明治7年（1874年）、明治政府に招かれて大蔵省租税寮に出仕。以後長崎・神戸・大阪の各税関長などを歴任した。ニューヨーク在勤領事を務めたのち、農商務省に転じて書記官・商務局長を務めた。明治21年（1888年）に九州鉄道初代社長に就任して実業界に転進。12年間にわたり勤めあげ、筑豊鉄道を合併するなどして日本鉄道に次ぐ日本第二の鉄道会社に成長させた。この間、明治30年（1897年）12月23日には貴族院勅選議員に任命される。明治32年（1899年）には日本勧業銀行総裁に就任した。このほか、南満州鉄道株式会社や東洋拓殖会社、韓国銀行の設立委員などを務めている。1911年3月14日、錦鶏間祗候を仰せ付けられた。
大正7年（1918年）11月、76歳で没する直前に、長年の功績によって男爵が授けられた。墓所は青山霊園。

## 栄典
位階
- 1886年（明治19年）7月8日 - 従五位[12]

勲章等
- 1887年（明治20年）5月27日 - 勲六等単光旭日章[13]
- 1916年（大正5年）4月1日 - 勲二等瑞宝章[14]

## 親族
- 長女 セキ（山之内一次の妻）
- 長男 高橋新八（貴族院男爵議員）[15]